# Шостецкий, Станислав
Станислав Шостецкий (пол. Stanisław Szostecki, род. 15 января 1968 года, Соколув-Малопольски, ум. 3 ноября 2021 года, Фрайбург-им-Брайсгау) — польский борец, участник Олимпийских игр 1992 года в Барселоне.

## Биография
Борец вольного стиля. Выступал за клуб Сталь (Жешув).
Участник чемпионата мира 1989 года в Мартиньи, где занял 6 место и чемпионата мира 1991 года в Варне, на котором занял 13 место.
Серебряный медалист чемпионата Европы 1991 года в Штутгарте. Участник чемпионата Европы 1990 года в Познани — 6 место; и чемпионата Европы 1992 года в Капошваре, на котором был 4.
На соревнованиях по вольной борьбе на Летних Олимпийских играх 1992 года, участвовал в отборочном раунде в весе до 48 кг. В основной раунд не прошёл.